# Poecilmitis midas
Poecilmitis midas är en fjärilsart som beskrevs av Terence Dale Pennington 1962. Poecilmitis midas ingår i släktet Poecilmitis och familjen juvelvingar. Inga underarter finns listade i Catalogue of Life.